# 陆钰
陸鈺（?—?），字真如，改名藎誼，字忠夫，晚號退庵。浙江海寧縣（今浙江海寧市）人。
萬曆四十六年（1618年）戊午舉人，接下來九次會試皆不中，晚年闭门著书，足不入城市。好藏书，築有密香楼藏书万卷。南明亡，隱居於貢師泰的小桃源，忽自道說：“吾乃不及祝开美乎”。不久，絕食十二日卒。著有《射山诗余》等。有子陸嘉淑、陸宏定。